# Adriana Kaplan Marcusán
Adriana Kaplan Marcusán (Buenos Aires, 1956) és una antropòloga argentina directora de la Fundació Wassu UAB de la Universitat Autònoma de Barcelona i experta en salut sexual i reproductiva amb dedicació especial a la prevenció de les mutilacions genitals femenines.
És professora d'Antropologia de la Salut en el Departament d'Antropologia Social i Cultural de la Universitat Autònoma de Barcelona, Directora de la Fundació Wassu de la Universitat Autònoma de Barcelona i directora de la Càtedra de Transferència del Coneixement. Des del 1989 I ha estat investigant a Gàmbia, Senegal i Guinea Bissau sobre salut sexual i reproductiva, centrant-se en l'estudi i la prevenció de les mutilacions genitals femenines (MGF). Dirigeix, com a investigadora principal, l'Observatori Transnacional de Recerca Aplicada a la Transferència del Coneixement per a la Prevenció de la MGF que allotja la Fundació Wassu-UAB, amb dues bases de recerca, una a Catalunya i una altra a Gàmbia, tot desenvolupant una metodologia innovadora i sostenible, basada en l'evidència i orientada a resultats. És una pionera en aquest àmbit i el 2010 va ser reconeguda per l'Associació Catalana de Comunicació Científica com una de les 16 científiques catalanes per excel·lència.
Entre les seves publicacions figuren diversos articles i llibres i ha dirigit quatre documentals: Gàmbia, cicle vital i supervivència (1991), Iniciació sense Mutilació (2004) que aporta una proposta metodològica alternativa per a la prevenció de la MGF, traduït a cinc llengües locals, a petició de la Vicepresidència d'aquest país, i finalment, Declaración de Brufut (2009), Un futur sense mutilació (2013), que recull els testimonis de professionals de la salut, estudiants, llevadores tradicionals, circuncidadores, líders comunitaris i religiosos, formats a través de la metodologia de recerca aplicada a la transferència del coneixement en cascada.

## Biografia i Fundació Wassu UAB
La Fundació Wassu UAB, creada per Kaplan i nascuda a la Universitat Autònoma de Barcelona, treballa en la prevenció de la pràctica tradicional de l'ablació, la cura de les conseqüències que té la mutilació i l'acompanyament de les nenes i dones que la pateixen i lluita per erradicar la mutilació genital femenina entre Gàmbia i Catalunya. La proposta de Kaplan es practica des de fa anys en alguns països africans, on la MGF ha anat disminuint.
En la dècada del 1980, Kaplan va començar a observar les comunitats d'immigrants africans establertes a Catalunya, i el 1989 va iniciar l'elaboració d'un treball etnogràfic en poblats de Senegal i Gàmbia que es va allargar durant 16 anys, amb l'objectiu de realitzar per primera vegada una etnografia de les migracions subsaharianes a l'estat espanyol. Kaplan, que era mare de dos fills petits, va ser adoptada per una família gambiana, la qual va confiar-li una nena petita; quan aquesta va fer els quatre anys se la van endur per mutilar-la, fet que va impactar Kaplan i la va fer comprometre's en l'estudi de les fases i el significat del ritual, relacionat amb la puresa, la maduresa i la identitat com a dones. Això li va permetre entendre la pressió social a què se sentien sotmeses, fet que la va dur a elaborar una proposta d'«iniciació sense mutilació» per tal de conservar el simbolisme del rital.
El 2003, quan el codi penal espanyol ja tipificava com a delicte la mutilació genital, un pediatre en va detectar el primer cas: tres nenes que havien estat mutilades durant un viatge a Gàmbia. Davant l'obligatorietat de denunciar-ho, Kaplan va fer-lo reflexionar sobre el fet que els pares anirien a la presó i les nenes a un centre de menors: «D'aquesta manera és revictimitza les nenes. Són doblement víctimes, de la tradició i de la llei. Mutilen la família.» A partir d'aquell moment va iniciar contactes amb les autoritats gambianes per instar-les a prendre partit davant la situació i convèncer-les amb la seva proposta de ritual sense mutilació. Com a resultat, el govern va incorporar, per primera vegada a l'Àfrica, la matèria als estudis universitaris de sanitat pública i el 2015 es va aprovar una llei sancionadora al voltant de les pràctiques tradicionals perjudicials.
El 2011, arran d'un col·loqui sobre la MGF i l'islam que Kaplan va mantenir amb imams i ulemes de l'Àfrica Occidental, el congrés de savis islàmics, veient el mal que la mutilació genital femenina causa, va elaborar una fàtua en la qual manifestaven que «és una pràctica que va en contra de l'Alcorà». Tant el govern com les autoritats pedagògiques i sanitàries de Gàmbia van adoptar oficialment el mètode de treball de la Fundació Wassu UAB, però aleshores Kaplan considerava que a Catalunya la Generalitat actuava molt diferent i que preferia seguir el patró punitiu i menystenir la tasca preventiva en centres d'atenció primària, salut, treball i educació. En una entrevista de 2017 Kaplan va afirmar: «Aquí, sense la pressió social, amb una altra mentalitat familiar i una relació de confiança amb el pediatre o el metge de família o el treballador social, la prevenció seria perfecta, però no inverteixen a formar aquests professionals d’atenció primària. Ho deixen gairebé tot en mans de la policia.»La Fundació va desenvolupar un mètode de treball que implica la formació de professionals, l'actuació des que la mare està embarassada, la prevenció de les nenes en risc i eines com una carta de compromís preventiu que signen els pares i que va ser adoptada per l'Institut Català de la Salut i ajuntaments. L'any 2013, Catalunya ja comptava amb un sistema vehiculat a través del Protocol d'actuacions per prevenir la mutilació genital femenina.

## Premis i reconeixements
- 1998 Premi de Recerca en Ciències Socials de la Fundació La Caixa.[2]
- 2003 Excel·lència Investigadora Ramón y Cajal, Ministeri d'Educació i Ciència.[3]
- 2009 Càtedra de Transferència del Coneixement Parc de Recerca-Santander.[3]
- 2010 L'Associació Catalana de Comunicació Científica la va seleccionar com una de les setze científiques catalanes d'excel·lència.[2]
- 2013 pel seu extens treball etnogràfic a Àfrica va ser inclosa en les "99 obres clàssiques d'antropologia del món" pel Centre de Recerques i Estudis Superiors en Antropologia Social de Mèxic.[2]
- 2014 Reconeixement per la seva lluita fa més de 20 anys contra la MGF amb motiu del 25 de novembre, Dia Internacional per a l'Eliminació de la Violència contra la Dona, per part del Ministeri de Sanitat, Serveis Socials i Igualtat.[3]
- 2017 Memorial Lluís Companys de la Fundació Irla per la seva trajectòria en la lluita contra la violència de gènere, especialment de l'ablació.[11]
- 2017 IV Premis DKV Medicina i Solidaritat, Premi a la Trajectòria.[11]
- 2018 Premio PIACI Global Women's Award per la George Washington University.[12]